# KNVB-Pokal 1962/63
Der KNVB-Pokal 1962/63 war die 45. Auflage des niederländischen Fußball-Pokalwettbewerbs. Pokalsieger wurde Willem II Tilburg. Das Team setzte sich im Finale gegen ADO Den Haag durch. Der Sieger qualifizierte sich für den Europapokal der Pokalsieger.

## Modus
Alle Begegnungen wurden in einem Spiel ausgetragen. Bei unentschiedenem Ausgang wurde zur Ermittlung des Siegers eine Verlängerung von maximal 7½ Minuten gespielt. Stand danach kein Sieger fest, folgte ein Elfmeterschießen. Jedes Team führte dabei die fünf Elfmeter nacheinander aus.

## 1. Runde
Teilnehmer: 34 Mannschaften aus der Tweede Divisie und 5 Amateure.
| Datum      |                      | Ergebnis               |                      |
| ---------- | -------------------- | ---------------------- | -------------------- |
| 13.10.1962 | Be Quick 1887        | 2:1                    | GVV Velocitas 1897   |
| 13.10.1962 | VV Leeuwarden        | 2:3                    | FC Hilversum         |
| 13.10.1962 | HVV 't Gooi          | 2:0                    | VV Heerenveen        |
| 13.10.1962 | VV Zwartemeer        | 0:2                    | HVC Amersfoort       |
| 13.10.1962 | AGOVV Apeldoorn      | 2:3                    | TSV NOAD             |
| 13.10.1962 | VV Baronie           | 1:3                    | Vitesse Arnheim      |
| 13.10.1962 | BVV Den Bosch        | 0:1                    | SV Zwolsche Boys     |
| 13.10.1962 | SVV Schiedam         | 0:1                    | Kooger FC            |
| 13.10.1962 | Standaard Maastricht | 3:2                    | RKSV Helmondia '55   |
| 13.10.1962 | VC Vlissingen        | 3:2                    | Hermes DVS           |
| 13.10.1962 | VV Alkmaar ʼ54       | 5:0                    | RFC Xerxes           |
| 13.10.1962 | JOS Watergraafsmeer  | 0:0 n. V. (9:10 i. E.) | RC Heemstede         |
| 13.10.1962 | PEC Zwolle           | 3:1                    | Stormvogels IJmuiden |
| 13.10.1962 | TSV LONGA            | 2:1                    | Zaanlandsche FC      |
| 13.10.1962 | VSV Velsen           | 3:1                    | RVKK Wilhelmina      |
| 13.10.1962 | NEC Nijmegen         | 2:1                    | HFC Haarlem          |
| 13.10.1962 | Dordrechtsche FC     | 2:1                    | Quick 1888           |
| 14.10.1962 | HVV Tubantia         | 1:2 n. V.              | VV Oldenzaal         |
| 14.10.1962 | Haarlemse FC EDO     | 1:2 n. V.              | BV De Graafschap     |
|            | WVV Wageningen       | Freilos                |                      |

## 2. Runde
Teilnehmer: Die 20 Sieger der 1. Runde und die 16 Clubs der Eerste Divisie 1962/63.
| Datum      |                  | Ergebnis              |                      |
| ---------- | ---------------- | --------------------- | -------------------- |
| 11.11.1962 | VV Eindhoven     | 7:0                   | VV Oldenzaal         |
| 16.12.1962 | HVC Amersfoort   | 0:2                   | RKSV Sittardia       |
| 16.12.1962 | PEC Zwolle       | 0:1                   | Excelsior Rotterdam  |
| 16.12.1962 | VV Veendam       | 2:3                   | NEC Nijmegen         |
| 16.12.1962 | VV Alkmaar ʼ54   | 3:1                   | DWS Amsterdam        |
| 16.12.1962 | VC Vlissingen    | 3:5                   | Go Ahead Deventer    |
| 16.12.1962 | RBC Roosendaal   | 2:1 n. V.             | SV Zwolsche Boys     |
| 16.12.1962 | Enschedese Boys  | 1:2 n. V.             | Kooger FC            |
| 16.12.1962 | BV De Graafschap | 2:2 n. V. (5:1 i. E.) | Fortuna Vlaardingen  |
| 16.12.1962 | DHC Delft        | 2:3                   | Be Quick 1887        |
| 16.12.1962 | SV Limburgia     | 2:3                   | VSV Velsen           |
| 16.12.1962 | HVV 't Gooi      | 0:1 n. V.             | Roda JC Kerkrade     |
| 16.12.1962 | TSV LONGA        | 2:4                   | VV Elinkwijk         |
| 16.12.1962 | VVV-Venlo        | 6:2                   | Standaard Maastricht |
| 16.12.1962 | Dordrechtsche FC | 4:0                   | FC Hilversum         |
| 02.03.1963 | RC Heemstede     | 3:2                   | WVV Wageningen       |
| 20.03.1963 | Velox Utrecht    | 1:2                   | TSV NOAD             |
| 03.04.1963 | Vitesse Arnheim  | 0:5                   | SHS Scheveningen     |

## 3. Runde
Teilnehmer: Die 18 Sieger der 2. Runde und die 16 Clubs der Eredivisie 1962/63.
| Datum      |                     | Ergebnis  |                      |
| ---------- | ------------------- | --------- | -------------------- |
| 25.04.1963 | Excelsior Rotterdam | 2:3 n. V. | Feijenoord Rotterdam |
| 30.04.1963 | VV Elinkwijk        | 3:2 n. V. | PSV Eindhoven        |
| 30.04.1963 | TSV NOAD            | 2:0       | Sparta Rotterdam     |
| 30.04.1963 | NEC Nijmegen        | 2:1       | NAC Breda            |
| 30.04.1963 | GVAV Rapiditas      | 4:3 n. V. | SHS Scheveningen     |
| 30.04.1963 | VV Eindhoven        | 2:1       | Heracles Almelo      |
| 30.04.1963 | VV Alkmaar ʼ54      | 2:0       | AVV De Volewijckers  |
| 30.04.1963 | Blauw Wit Amsterdam | 5:0       | BV De Graafschap     |
| 30.04.1963 | ADO Den Haag        | 1:0       | VSV Velsen           |
| 30.04.1963 | Be Quick 1887       | 3:4       | Sportclub Enschede   |
| 30.04.1963 | Go Ahead Deventer   | 1:2       | MVV Maastricht       |
| 30.04.1963 | RKSV Volendam       | 2:1       | Roda JC Kerkrade     |
| 30.04.1963 | RKSV Sittardia      | 0:2       | Fortuna ’54 Geleen   |
| 30.04.1963 | Dordrechtsche FC    | 1:0       | DOS Utrecht          |
| 30.04.1963 | VVV-Venlo           | 3:0       | RBC Roosendaal       |
| 08.05.1963 | Willem II Tilburg   | 5:0       | RC Heemstede         |
| 08.05.1963 | Kooger FC           | 1:2 n. V. | Ajax Amsterdam       |

## Zwischenrunde
| Datum      |                | Ergebnis  |              |
| ---------- | -------------- | --------- | ------------ |
| 07.05.1963 | MVV Maastricht | 3:2 n. V. | VV Elinkwijk |

## 4. Runde
| Datum      |                    | Ergebnis  |                      |
| ---------- | ------------------ | --------- | -------------------- |
| 16.05.1963 | VV Alkmaar ʼ54     | 2:0       | Feijenoord Rotterdam |
| 16.05.1963 | Willem II Tilburg  | 1:0 n. V. | Ajax Amsterdam       |
| 16.05.1963 | NEC Nijmegen       | 3:1       | Dordrechtsche FC     |
| 16.05.1963 | MVV Maastricht     | 2:1       | Blauw Wit Amsterdam  |
| 16.05.1963 | GVAV Rapiditas     | 2:0       | RKSV Volendam        |
| 16.05.1963 | Fortuna ’54 Geleen | 1:4       | VV Eindhoven         |
| 16.05.1963 | ADO Den Haag       | 2:0       | TSV NOAD             |
| 16.05.1963 | Sportclub Enschede | 4:2       | VVV-Venlo            |

## Viertelfinale
| Datum      |                | Ergebnis              |                    |
| ---------- | -------------- | --------------------- | ------------------ |
| 29.05.1963 | ADO Den Haag   | 3:1                   | VV Eindhoven       |
| 29.05.1963 | VV Alkmaar ʼ54 | 2:0                   | GVAV Rapiditas     |
| 29.05.1963 | NEC Nijmegen   | 2:1                   | Sportclub Enschede |
| 29.05.1963 | MVV Maastricht | 0:0 n. V. (3:4 i. E.) | Willem II Tilburg  |

## Halbfinale
| Datum      |                | Ergebnis  |                   |
| ---------- | -------------- | --------- | ----------------- |
| 12.06.1963 | NEC Nijmegen   | 1:3       | ADO Den Haag      |
| 19.06.1963 | VV Alkmaar ʼ54 | 1:2 n. V. | Willem II Tilburg |

## Finale
| ADO Den Haag                                  | ADO Den Haag | Willem II Tilburg | Willem II Tilburg |
| --------------------------------------------- | --- | --- | ----------------- |
| ADO Den Haag                                  | \| 23. Juni 1963 in Den Haag (Zuiderparkstadion) \| \| Ergebnis: 0:3 (0:2) \| \| Zuschauer: 18.000 \| \| Schiedsrichter: Leo Horn \| \| Spielbericht \|                                                                                      | \| 23. Juni 1963 in Den Haag (Zuiderparkstadion) \| \| Ergebnis: 0:3 (0:2) \| \| Zuschauer: 18.000 \| \| Schiedsrichter: Leo Horn \| \| Spielbericht \|                                                  | Willem II Tilburg |
| ADO Den Haag                                  | Martin van Vianen – Theo Kleindijk, Theo Verlangen, Jan Villerius – Jan van den Oever (46. Theo van der Burch), Piet de Zoete – Peter Hoet, Jan Verhoek, Mick Clavan, Donald Feldmann, Harry Heijnen Cheftrainer: Ernst Happel ( Österreich) | Ed Mathieu – Lambert Verwijst, Jan Brooijmans, Nico van Elderen – Jan Druyts, Henk Vriens – Willy Senders, Jan Boor, Gábor Keresztes, Kees Aarts, Frits Louer Cheftrainer: Heinrich Müller ( Österreich) | Willem II Tilburg |
| ADO Den Haag                                  | 0:1 Frits Louer (36.) 0:2 Kees Aarts (46.) 0:3 Willy Senders (81.) | | Willem II Tilburg |
| 23. Juni 1963 in Den Haag (Zuiderparkstadion) | | |                   |
| Ergebnis: 0:3 (0:2)                           | | |                   |
| Zuschauer: 18.000                             | | |                   |
| Schiedsrichter: Leo Horn                      | | |                   |
| Spielbericht                                  | | |                   |